# Trulanska sinoda

Trulanska sinoda (ali: koncil Quinisext, latinsko Concilium Quinisextum, grško Πενθέκτη Σύνοδος Penthekte Synodos) je cerkveni zbor, ki je potekal v Konstantinoplu (sodobni Carigrad), glavnem mestu Bizantinskega cesarstva v cesarski palači leta 692. Sklical ga je in mu osebno predsedoval cesar Justinijan II.. Pravoslavne Cerkve ga imajo za dopolnitev tretjega carigrajskega koncila, medtem ko ga katoliška Cerkev ne priznava. Na njem je sodelovalo 215 vzhodnih škofov. Sprejeli so 102 kanona.

## Zgodovina

### Stari in Novi Rim
Do 6. stoletja se cezaropapizem še ni za stalno utrdil. Pojavljal se je pač velikokrat; bilo je pa tudi še nekoliko cesarjev, ki so v praksi in teoriji radi priznavali cerkveno neodvisnost. Tudi nekateri cerkveni zastopniki so odločno branili cerkveno svobodo, npr. sveti Atanazij in sveti Janez Zlatousti  V poznejših stoletjih so pa navadno le še menihi in rimski papeži s pravo krščansko odločnostjo branili cerkveno svobodo. Nepristranski zgodovinar mora priznati, da je vzhodna Cerkev zato prišla pod oblast cezaropapizma, ker se ni zadosti zavedala svoje neodvisnosti in je ni zadosti branila. S svojo needinostjo in s svojim strankarstvom, ki je bilo že od apostolskih časov slaba stran grške Cerkve , so vzhodni kristjani sami dajali priliko za vmešavanje državne oblasti.
Ni nevarno, če se ravna razdelitev škofij po civilno-upravni razdelitvi, kot je bilo to navada v Bizantinskem cesarstvu. Drugi vatikanski koncil je to načelo sprejel celo v koncilske odloke. Nevarno pa je, če to postane pravilo in se iz tega izvaja načelo, da daje politična prednost škofovske prestolnice tudi cerkvene pravice in prednosti. To načelo so grški škofje res izvajali in že na I. carigrajskem cerkvenem zboru (381) določili, naj ima carigrajski škof prvo čast za rimskim škofom. 
Že tukaj je v 3. kanonu dobil carigrajski škof častno prvenstvo pred drugimi vzhodnimi metropoliti in patriarhi na podlagi napačnega načela, da ima rimski škof zato prvenstvo pred drugimi, ker stoluje v Rimu – stari cesarski prestolnici in da gre torej tudi carigrajskemu škofu častno prvenstvo na vzhodu zato, ker je Carigrad nova cesarska prestolnica – Novi Rim.
Vzhodna Cerkev se je do 6. stoletja razvijala in urejevala, potem pa kar naenkrat obtičala, ostarela in okorela. Zahodna Cerkev in kultura se je pa v tem času začela najlepše razvijati. Grki so v svoji ostarelosti z neko nezaupnostjo in nevoščljivostjo gledali napredek pomlajenega Zahoda. Napredek (Filioque) in novo življenje so obsojali, češ da nasprotuje cerkvenim tradicijam in pravovernosti. Trulanska sinoda je 692 že obsojala latinske cerkvene navade in obrede, kot da bi bili nekaj krivoverskega. 
V svojem zaničevanju Zahoda in v vednih bojih proti Rimu so se Grki polagoma tako rekoč privadili cerkvenemu razkolu. V dobi med 323. in 787. je bila cela 203 leta pretrgana cerkvena edinost med Rimom in Carigradom

### Cesar predseduje zboru
Ta pokrajinski carigrajski cerkveni zbor ali sinoda, ki je potekala pod Justinijanom 692, je na splošno znana kot koncil v Trulu, Trulanska ali Trulska sinoda (Concilium in Trullo, Concilium Quinisextum), ker se je vršila v isti s kupolo obokani cesarski dvorani  kot Šesti ekumenski koncil (=Tretji carigrajski koncil). Peti (=Drugi carigrajski koncil) in tudi šesti vesoljni cerkveni zbor sta namreč opustila sprejemanje disciplinskih kanonov in ta sinoda je hotela to vrzel zapolniti. Zato nosi ime tudi Peta-šesta (Quinisext= Concilium Quinisextum, Synodos penthekte). 
Navzočih je bilo 215 (po nekaterih 211) škofov, vsi po vrsti z Vzhoda. Bazilij Gortinski (Basil of Gortyna) iz Ilirije je izjemoma pripadal rimskemu patriarhatu ter je samega sebe imenoval kot papeškega poslanca. Ni pa nobenih dokazov, da je prejel od papeža kakršnakoli pooblastila za to vlogo.  Če primerjamo z drugimi koncili, sta bila zastopana redno vsaj po dva papeška poslanca ali legata. Sami ali po delegatih so sodelovali – razen rimskega – vzhodni patriarhi: aleksandrijski, antiohijski in jeruzalemski; osebno pa najbrž le carigrajski.
Cezaropapizem pomeni vmešavanje državnih oblasti v cerkvene zadeve, npr. sklicevanje koncilov, volitve in umeščanje papežev, patriarhov in škofov; tukaj je prišel popolnoma do veljave. Na Vzhodu je ekumenske koncile vse do velikega razkola 1054 skliceval cesar – redno v sporazumu s papežem, včasih pa kar na svojo roko. Tokrat pa cesar Justinijan II. ni Trulske sinode le sklical, ampak ji je tudi predsedoval; sprejetje njenih sklepov je zahteval brezpogojno – tudi pod prisilo.  Zato ni čudno, da sklepov Sergij I. ni potrdil.
Od njegovega naslednika papeža Janeza VII. je nato zahteval, naj prizna sklepe sinode; ko je papež to odklonil, se je leta 709 odpravil na kazenski pohod proti Raveni. Čeprav je papeža ujel, so ga Rimljani osvobodili. Kazenski pohod mu je uspel toliko, da je novi papež Konstantin – ki so ga izvolili pod cesarjevim pritiskom – moral  710 obiskati Konstantinopel, kjer je ustregel nekaterim Justinijanovim zahtevam in obnovil stike s  cesarjem. Njegov obisk je zadnji obisk kakega papeža v Carigradu vse do obiska papeža Pavla VI. leta 1967, ko je obiskal ekumenskega patriarha; vzajemno sta takrat preklicala tisočletno medsebojno izobčenje med katoliško in pravoslavno Cerkvijo.

## Vsebina
Osrednja tema koncila je bila sprejetje različnih zakonskih predpisov ali kanonov, ki so postali temelj cerkvenega prava v pravoslavju. Iz kanonov odseva ne samo nestrpnost in sovraštvo do zahodnih običajev, ampak tudi tako nekrščanski antisemitizem, kot ga dotlej niti potlej ni izražal noben koncil, kar odseva npr. iz 11. kanona, kjer so pod kaznijo izobčenja prepovedani kakrščnikoli stiki z Judi.

### Potek zbora
Prevladovali so vzhodni škofje; udeležba „papeškega legata“ je vprašljiva. Zbor je hotel vsiliti navade carigrajske Cerkve Zahodu in drugim vzhodnim patriarhatom, ki so jih takrat že zasedli muslimani.  To se je nanašalo na cerkvena izročila na Zahodu, kot je npr. upodabljanje Jezusaa kot Božje jagnje. Veliko hujši spor je povzročil napad na duhovniški celibat. Sinoda je dala pravico poročenim moškim, da postanejo diakoni in duhovniki; uvedla je celo izobčenje za vsakogar, ki bi hotel ločiti duhovnika od njegove žene oziroma priležnice.

## Določbe – kanoni
- 4.kanon: Če se škof, duhovnik, diakon, subdiakon, bralec, pevec ali vratar pregreši z Bogu posvečeno žensko, bodi odstavljen, kot tak, ki je pokvaril Kristusovo zaročenko; če to stori laik, bodi izobčen.
- 6.kanon: Apostolske določbe naročajo, naj tisti, ki vstopajo v kleriški stan neporočeni, takšni ostanejo; le bralci in pevci se smejo poročiti. Subdiakon, diakon ali duhovnik, ki se poroči, bodi odstavljen; če se pa subdiakon, diakon ali duhovnik hoče zakonsko poročiti, naj to stori preden prejme redove in postane klerik.
- 9.kanon: Noben klerik ne more posedovati »javne hiše«. Če ne sme imeti gostilne, ne sme v njej niti služiti drugim ali trgovati. Če dela drugače, bo odstavljen.
- 10.kanon: Škof ali duhovnik, ki prejme podkupnino ali obresti (hecatostæ), naj bo odstavljen.
- 11.kanon: Noben klerik ali laik naj ne je brezkvasnega kruha z Judi, niti naj nima z njimi spolnih odnosov; naj jih ne vabi v bolezni in naj ne prejema od njih zdravil. Če to počne klerik, bo odstavljen, če pa laik, bo izobčen.
- 14.kanon: Držati se je treba bogaboječih očetov tudi v tejle posameznosti: klerik ne sme biti posvečen v duhovnika pred svojim tridesetim letom, četudi je kreposten; saj je tudi naš Gospod Jezus Kristus bil krščen in začel učiti s tridesetimi. Podobno naj bo diakon posvečen s petindvajsetimi, diakonisa pa s štiridesitimi leti.
- 15.kanon: Subdiakon ne more biti posvečen pred dvajsetim letom.
- 20.kanon: Škof javno ne sme nastopati v tuji škofiji. Če bi pa to storil, bo odstavljen od škofovstva in preveden v službo duhovnika.
- 22.kanon: Kdor je prejel posvečenje za denar, najsi bo škof ali kateri drugi red, in ne po znanju in krepostnem življenju, naj bo odstavljen; enako tisti, ki ga je posvetil.
- 23.kanon: Prepovedana je simonija – kupovanje ali prodajanje zakramentov in odpustkov.
- 27.kanon: Vsak klerik mora nositi kleriško obleko najsi bo v mestu ali na potovanju; kršitelj bo za teden dni izobčen.
- 31.kanon: Kleriki, ki mašujejo ali krščujejo v hišnih kapelah, morajo imeti dovoljenje od škofa.
- 36.kanon: V skladu s sklepi zbora 150 očetov v cesarskem mestu (Carigradu), in tistimi 630 zbranih v Kalcedonu (na kalcedonskem koncilu) določamo, da ima carigrajski (patriarhijski) sedež enake pravice kot jih ima sedež Starega Rima, ter naj bo visoko spoštovan v cerkvenih zadevah kot tak naj bo drugi za njim. Za Carigradom naj sledi sedež Aleksandrije, nato Antiohije in končno sedež Jeruzalema.
- 44.kanon: Menih, ki je zasačen v nečistovanju, ali živi z žensko v zakonski skupnosti, naj bo kaznovan zaradi nečistovanja po kanonskih predpisih.
- 50.kanon: prepoveduje kockanje.
- 55.kanon: prepoveduje post ob sobotah (kot je bil na zahodu).
- 56.kanon: prepoveduje uživanje sira in jajc v postnem času (kar je bil običaj pri Armencih)
- 57.kanon: prepoveduje darovanje medu in mleka na oltar.
- 59.kanon: krsta ni dovoljeno podeljevati v hišni kapeli, ampak le v cerkvi.
- 63.kanon: prepoveduje branje življenja mučencev, ki so jih sestavili sovražniki resnice?
- 66.kanon: delopust od Velike noči do Bele nedelje. Takrat so prepovedane konjske dirke in javne prireditve. Treba je iti k maši, peti psalme in himne ter brati sveto pismo.
- 67.kanon: prepovedano je uživanje krvi, zadavljenih živali in nečistovanje.
- 70.kanon: Ženske ne smejo govoriti med bogoslužjem, ampak naj molčijo. Če se pa želijo o čem poučiti, naj o tem doma vprašajo svojega moža.
- 72.kanon: prepoveduje mešane zakone s heretiki.
- 73.kanon: križu našega zveličanja je treba skazovati dolžno češčenje (προσκύνησιν); ne sme se risati po tleh, da bi stopali po njem.
- 80.kanon: če škof ali drug klerik, kakor tudi laik – razen zaradi velike potrebe – tri zaporedne nedelje izostane od maše, bodi laik izobčen, a klerik odstavljen.
- 82.kano: prepoveduje upodabljanje Kristusa kot jagnjeta.
- 83.kanon: prepovedano je dajanje evharistije mrtvim, saj je pisano: »Vzemite in jejte!« Mrliči pa ne morejo niti jemati niti jesti.
- 86.kanon: prepoveduje prostitucijo.
- 91.kanon: Tisti ki dajejo zdravila za povzročitev splava, kakor tudi tisti, ki jemljejo strup za umor zarodka, si nakopljejo smrtno kazen.

### Ocena
Načelno je sinoda izenačila carigrajski patriarhat z rimskim (36. kanon) – kar je neposredno vodilo v razkol, ki je po krajših razdobjih prešel 1054 v trajno stanje vse do danes.